# 854-й стрелковый полк
854-й стрелковый полк — воинское формирование РККА, принимавшее участие в Великой Отечественной войне и в войне с Японией на Дальнем Востоке в составе 277-й стрелковой дивизии (2-го формирования).

## Награды полка
- 12 августа 1944 года -  Орден Красного Знамени - награждён указом Президиума Верховного Совета СССР от 12 августа 1944 года за образцовое выполнение боевых заданий командования в боях с немецкими захватчиками, за овладение городом Каунас (Ковно)  и проявленные при этом доблесть и мужество.
- 19 февраля 1945 года -  Орден Суворова III степени - награждён указом Президиума Верховного Совета СССР  от 19 февраля 1945 года   за образцовое выполнение боевых заданий командования в боях с  немецкими захватчиками, за прорыв обороны немцев в Восточной Пруссии  и проявленные при этом доблесть и мужество.
- 19 сентября 1945 года  -  Орден Кутузова  III степени  -  награждён указом Президиума Верховного Совета СССР от 19 сентября 1945 года за образцовое выполнение заданий командования в боях против японских войск на Дальнем Востоке при форсировании реки Уссури, прорыве Хутоуского, Мишаньского, Пограничненского и Дуннинского укреплённых районов, овладении городами Мишань, Гирин, Яньцзи, Харбин и проявленные при этом доблесть и мужество.

Периоды вхождения в состав Действующей армии:
- 10 апреля 1942 года по 20 июля 1942 года;
- 11 октября 1942 года по 21 апреля 1945 года;
- 9 августа 1945 года по 3 сентября 1945

Перечень № 5 Стрелковых, горнострелковых, мотострелковых и моторизованных дивизий, входивших в состав действующей армии в годы Великой Отечественной войны 1941—1945 гг. / А. П. Покровский. — М.: Министерство обороны, 1956. — 218 с.

## Командование полка
Командиры:
- Подобед, майор, подполковник, декабрь 1942 года – июнь 1943 года
- Подберезин, полковник, июнь 1943 года – сентябрь 1943 года
- Марфенков Василий Никифорович, майор, подполковник, полковник, сентябрь 1943 года – март 1945 года
- Лебедев, полковник, март 1945 года - апрель 1945 года
- Марфенков Василий Никифорович, полковник, апрель 1945 года  -  ноябрь 1945 года

Начальники штаба:
- Камынин, капитан, декабрь 1942 года -  апрель 1943 года
- Минько, майор, апрель 1943 года – июнь 1943 года
- Базарный,капитан,майор,подполковник, июнь 1943 года – декабрь 1944 года
- Злой, майор, декабрь 1944 года – февраль 1945 года
- Максимов, майор , февраль 1945 года - ?

## Отличившиеся воины полка
Произведено награждений орденами и медалями СССР не менее:
- Орден Ленина — 2
- Орден Красного Знамени — 23
- Орден Суворова III степени −2
- Орден Александра Невского — 6
- Орден Отечественной войны I степени — 82
- Орден Отечественной войны II степени — 248
- Орден Красной Звезды — 658
- Орден Славы II степени — 13
- Орден Славы III степени — 218
- Медаль За отвагу — 1317
- Медаль За боевые заслуги — 542

Данные о награждениях взяты из приказов командиров 854-го стрелкового полка, 277-й стрелковой дивизии, 72-го стрелкового корпуса, Военных советов 5-й,33-й и 49-й армий, размещённых на сайте МО РФ: Электронный банк документов «Подвиг народа в Великой Отечественной войне 1941—1945 гг».
| Награда | Ф. И. О.                 | Должность                       | Звание          | Дата награждения указом Президиума Верховного Совета СССР | Примечания             |
| ------- | ------------------------ | ------------------------------- | --------------- | --------------------------------------------------------- | ---------------------- |
|         | Брагин, Василий Ефимович | Командир пулемётной роты        | Лейтенант       | 24.03.1945                                                |                        |
|         | Чумаков, Андрей Петрович | Наводчик противотанкового ружья | Младший сержант | 24.03.1945                                                | 21.08.1944 погиб в бою |

| Орден Суворова III степени: - Марфенков Василий Никифорович, майор, командир полка.Приказ Военного совета Западного фронта № 0976 от 19 октября 1943 года - Марфенков Василий Никифорович, полковник, командир полка.Приказ Военного совета 3 Белорусского фронта № 0606 от 8 августа 1944 года Орден Александра Невского: - Журавлёв Иван Васильевич, капитан, командир стрелкового батальона. Приказ Военного совета 5 армии № 080/н от 24 июля 1944 года - Мальцев Василий Иванович, старший лейтенант, командир 2 стрелкового батальона. Приказ Военного совета 5 армии № 09/н от 5 марта 1944 года - Перехватов Алексей Павлович, старший лейтенант, командир стрелковой роты. Приказ Военного совета 5 армии № 018/н от 8 марта 1945 года - Хохлов Андрей Фёдорович, старший лейтенант, командир стрелковой роты. Приказ Военного совета 5 армии № 080/н от 24 июля 1944 года - Чижов Александр Филиппович, капитан, командир 3 стрелкового батальона. Приказ Военного совета 5 армии № 080/н от 24 июля 1944 года - Шелков Михаил Николаевич, капитан, командир стрелкового батальона. Приказ Военного совета 5 армии № 080/н от 24 июля 1944 года |